# Reaction Engines A2
El Reaction Engines Limited A2 és un disseny a llarg termini d'un avió supersònic (Mach 5+) concebut per volar de Brussel·les a Sydney en aproximadament 4,6 hores. Es planeja que el cost d'un billet costi aproximadament el mateix que un bitllet de classe de negocis.
| «           | El nostre treball mostra que tècnicament és possible; ara és el món que ha de decidir si el vol. | » |
| — Alan Bond |                                                                                                  |   |

L'avió està concebut per tenir un abast d'uns vint mil quilòmetres i una bona eficiència de combustible a nivell subsònic i supersònic, evitant així els problemes intrínsecs d'anteriors avions supersònics.
El disseny de l'avió requereix l'ús d'hidrogen com a combustible. L'hidrogen té el doble de densitat energètica que el querosè, i es pot utilitzar per refredar el vehicle i l'aire que entra en els motors per mitjà d'un prerefrigerador.
El disseny de l'A2 és considerat com a part d'un projecte de la Unió Europea anomenat LAPCAT, que podria menar a un avió funcional en aproximadament 25 anys.

## Capacitats
Alan Bond, enginyer i director de la companyia anglesa Reaction Enginges digué al diari The Guardian el 2008: «L'A2 està dissenyat per partir de l'aeroport internacional de Brussel·les, volar silenciosament a velocitats subsòniques fins a l'Atlàntic nord a Mach 0,9 abans d'arribar a Mach 5 per sobre el pol nord, i dirigir-se a Austràlia sobrevolant el Pacífic.»

## Motors
Els motors Scimitar utilitzen tecnologia derivada de l'anterior motor creat per la companyia, Synergistic Air-Breathing Rocket Engine (abreujat SABRE, ‘motor de coet sinèrgic de respiració d'aire’), destinat per a llançaments espacials, però adaptada per viatges de molt llarga distància i molt alta velocitat.
Normalment, quan l'aire entra en un motor jet és comprimit per l'entrada d'aire i, per tant, s'escalfa. Això vol dir que els motors d'alta velocitat han de ser construïts amb tecnologia i materials que puguin resistir temperatures extremament altes. En la pràctica, això fa que els motors siguin inevitablement més pesants, i redueix també la quantitat de combustible que es pot cremar sense que es fongui la part de la turbina de gas del motor, cosa que redueix l'impuls a altes velocitats.
El tret clau del disseny dels motors Scimitar és el refrigerador, que fa la funció d'intercanviador de calor que transfereix la calor de l'aire entrant a l'hidrogen combustible. Això refreda dràsticament l'aire, cosa que permet que els motors consumeixin més combustible fins i tot a velocitats molt altes, i permet que els motors estiguin construïts amb materials més lleugers i sensibles a la calor, com ara aliatges lleugers.

## Fitxa tècnica
Abast: 20000 km
Longitud: 143 m
Combustible: hidrogen líquid
Passatgers: 300
Velocitat de creuer: Mach 5